# My Very Special Guests
Albums de George Jones & Divers
Bartender's Blues
(1978) I Am What I Am
(1980)
My Very Special Guests est un album de l'artiste américain de musique country George Jones, composé de duos avec divers artistes invités. Cet album est sorti en 1979 sur le label Epic Records. L'album a été réédité en édition double (Legacy) en 2005, comprenant des pistes postérieures à l'album original.

## Liste des pistes

### Album original
| No  | Titre                                                  | Auteur                    | Avec                        | Durée |
| --- | ------------------------------------------------------ | ------------------------- | --------------------------- | ----- |
| 1.  | Night Life                                             | Breeland, Buskirk, Nelson | Waylon Jennings             | 3:44  |
| 2.  | Bartender's Blues                                      | Taylor                    | James Taylor                | 3:46  |
| 3.  | Here We Are                                            | Crowell                   | Emmylou Harris              | 2:52  |
| 4.  | I've Turned You to Stone                               | Rushing                   | Linda Ronstadt              | 2:39  |
| 5.  | It Sure Was Good                                       | Hamblen                   | Tammy Wynette               | 2:45  |
| 6.  | I Gotta Get Drunk                                      | Nelson                    | Willie Nelson               | 2:12  |
| 7.  | Proud Mary                                             | Fogerty                   | Johnny Paycheck             | 2:50  |
| 8.  | Stranger in the House                                  | Costello                  | Elvis Costello              | 3:38  |
| 9.  | I Still Hold Her Body (But I Think I've Lost Her Mind) | Locorriere, Sawyer        | Dennis Ray                  | 2:34  |
| 10. | Will the Circle Be Unbroken                            | Carter                    | Pop Staples & Mavis Staples | 3:04  |

### Legacy Edition

#### Disque 1
| No  | Titre                                                  | Auteur                    | Avec                        | Durée |
| --- | ------------------------------------------------------ | ------------------------- | --------------------------- | ----- |
| 1.  | Night Life                                             | Breeland, Buskirk, Nelson | Waylon Jennings             | 3:44  |
| 2.  | Bartender's Blues                                      | Taylor                    | James Taylor                | 3:46  |
| 3.  | Here We Are                                            | Crowell                   | Emmylou Harris              | 2:52  |
| 4.  | I've Turned You to Stone                               | Rushing                   | Linda Ronstadt              | 2:39  |
| 5.  | It Sure Was Good                                       | Hamblen                   | Tammy Wynette               | 2:45  |
| 6.  | I Gotta Get Drunk                                      | Nelson                    | Willie Nelson               | 2:12  |
| 7.  | Proud Mary                                             | Fogerty                   | Johnny Paycheck             | 2:50  |
| 8.  | Stranger in the House                                  | Costello                  | Elvis Costello              | 3:38  |
| 9.  | I Still Hold Her Body (But I Think I've Lost Her Mind) | Locorriere, Sawyer        | Dennis Ray                  | 2:34  |
| 10. | Will the Circle Be Unbroken                            | Carter                    | Pop Staples & Mavis Staples | 3:04  |
| 11. | A Few Ole Country Boys                                 | Seals, Williams           | Randy Travis                | 3:40  |
| 12. | It Hurts as Much in Texas (As It Did in Tennessee)     | Knutson, Owens            | Ricky Van Shelton           | 2:24  |
| 13. | You Never Looked That Good When You Were Mine          | MacRae, Morrison          | Patti Page                  | 2:36  |
| 14. | All I Want to Do in Life                               | Mason Theoret, Reynolds   | Janie Fricke                | 2:43  |
| 15. | Wonderful World Outside                                | Stanley, Stanley          | Ralph Stanley               | 2:58  |
| 16. | You Can't Do Wrong and Get By                          | Cordle, Rushing           | Ricky Skaggs                | 2:43  |
| 17. | You Don't Seem to Miss Me                              | Lauderdale                | Patty Loveless              | 4:07  |
| 18. | Patches                                                | Dunbar, Johnson           | B. B. King                  | 8:46  |
| 19. | [Untitled Track] [CD-ROM Track]                        |                           |                             |       |
| 20. | [Untitled Track] [CD-ROM Track]                        |                           |                             |       |

#### Disque 2
| No  | Titre                           | Auteur                | Avec                       | Durée |
| --- | ------------------------------- | --------------------- | -------------------------- | ----- |
| 1.  | A Good Year for the Roses       | Chesnut               | Alan Jackson               | 3:39  |
| 2.  | Yesterday's Wine                | Nelson                | Merle Haggard              | 3:15  |
| 3.  | Our Love Was Ahead of Its Time  | Allen, Braddock       | Deborah Allen              | 2:53  |
| 4.  | We Sure Make Good Love          | Hobbs, Sherrill       | Loretta Lynn               | 2:36  |
| 5.  | Size Seven Round (Made of Gold) | Fields, Lumpkin       | Lacy J. Dalton             | 2:57  |
| 6.  | I Got Stripes                   | Cash, Williams        | Johnny Cash                | 2:17  |
| 7.  | Fiddle and Guitar Band          | Daniels               | Charlie Daniels            | 2:27  |
| 8.  | We Didn't See a Thing           | Gentry                | Ray Charles et Chet Atkins | 2:12  |
| 9.  | The Love Bug                    | Kemp, Wayne           | Vince Gill                 | 2:28  |
| 10. | Love's Gonna Live Here          | Owens                 | Buck Owens                 | 2:00  |
| 11. | If I Could Bottle This Up       | Dillon, Overstreet    | Shelby Lynne               | 3:12  |
| 12. | If You Can Touch Her at All     | Clayton               | Lynn Anderson              | 3:29  |
| 13. | All That We've Got Left         | Cannon, Gosdin, Smith | Vern Gosdin                | 2:59  |
| 14. | This Bottle (In My Hand)        | Coe                   | David Allan Coe            | 2:51  |
| 15. | Talking to Hank                 | Harden                | Mark Chesnutt              | 2:48  |
| 16. | Never Bit a Bullet Like This    | Foster, Petersen      | Sammy Kershaw              | 2:21  |
| 17. | The Race Is On                  | Jones, Rollin         | Travis Tritt               | 2:28  |
| 18. | I've Been There                 | Mensy                 | Tim Mensy                  | 2:24  |
| 19. | Traveller's Prayer              | Peters                | Sweethearts of the Rodeo   | 5:34  |
| 20. | [Untitled Track] [CD-ROM Track] |                       |                            |       |
| 21. | [Untitled Track] [CD-ROM Track] |                       |                            |       |

## Positions dans les charts
Album – Billboard (Amérique du nord)
| Année | Chart          | Position |
| ----- | -------------- | -------- |
| 1980  | Albums country | 38       |